# 五山镇 (来宾市)
五山镇，原为五山乡，是中华人民共和国广西壮族自治区来宾市兴宾区下辖的一个乡镇级行政单位。2018年撤乡设镇。。区划代码改为451302115 。

## 行政区划
五山镇下辖以下地区：
施村、联兴村、陆贝村、华岭村、黄埠村、周罗村、马则村、谷塘村和止马村。